# Régiment de cosaques de la Garde impériale
Le régiment de Cosaques de la Garde de Sa Majesté (en russe : Лейб-гвардии Казачий Его Величества полк) était un régiment de cavalerie légère de la  Garde impériale russe.

## Historique
- 7 novembre 1796 — formation sur la base de l’escadron cosaque de Gatchina, des unités de la cour de cosaques du Don et de Tchougouïev ainsi que de l’escadron de hussards cosaques de la garde.
- 14 novembre 1796 — le régiment reçoit les droits et privilèges de la vieille garde.
- 27 janvier 1798 — le régiment des hussards et cosaques de la garde est divisé en un régiment de hussards et un régiment cosaque.

- 1799 — une unité du régiment participe au débarquement aux Pays-Bas.
- 1805 — lors de la bataille d’Austerlitz le régiment repousse la cavalerie française en soutien aux hussards de la garde et chevaliers-garde, protégeant ainsi l’infanterie de la garde. Dans l’arrière-garde de Bagration le régiment couvrit la retraite des troupes russes jusque tard dans la nuit.
- 1807 — participe aux batailles de Guttstadt et Friedland.

- 1808—1809 — 2 escadrons du régiment participent à la guerre russo-suédoise. Lors de la prise de Helsingfors ils capturent 18 pièces d’artillerie et participent au siège de Sveaborg.

- 18 mai 1811 — la sotnia de cosaques de la mer Noire nouvellement formée est intégrée au régiment.

### Campagne de 1812
Le régiment, composé de quatre escadrons (3 du Don et 1 de la mer Noire), participa à la campagne de 1812 dans le premier corps de cavalerie du général Ouvarov de la première armée occidentale.
Le 12 juin le régiment est engagé dans les premiers combats contre les Français sur le Niémen. Après la traversée de Napoléon, les cosaques couvrent la retraite des troupes russes et combattent sans arrêt, du 14 au 23 juillet l’avant-garde de la grande armée.
En reculant vers Vitebsk l’arrière-garde russe, dont fait partie le régiment, se tient sur la rive droite de la Dvina alors que le gros des forces françaises avance sur la rive gauche. Un jour où les Français s’installèrent pour bivouaquer à la mi-journée le comte Orlov-Denissov observa qu’un des postes de sentinelles de la grande armée s’était trop éloigné du reste des troupes. Il envoya un détachement de 25 cosaques sous la direction du lieutenant V. Konkov armés chacun d’une lance et complètement nus sur leurs chevaux traverser la rivière et attaquer les sentinelles. La surprise fut totale, les cosaques poussèrent l’audace jusqu’à attaquer le campement français où ils prirent cinq chevaux à l'ennemi avant de se replier sans avoir perdu un seul homme.
Le 15 juillet, lors de la bataille de Vitebsk, le régiment capture une batterie française : « les cosaques de la garde lancèrent les premiers plusieurs fois l’attaque. Lors de l’une d’elles des cosaques du Don culbutèrent une batterie, à côté de laquelle se trouvait Napoléon et provoquèrent une telle inquiétude autour de lui qu’il interrompit quelque temps ses activités ».
Les cosaques de la garde s’illustrèrent lors des batailles de Smolensk et Valoutino.
Le 26 août le régiment brilla lors de la bataille de la Moskova (bataille de Borodino), participant aux attaques de Platov et Ouvarov sur le flanc gauche des Français. Durant la retraite de l’armée vers Moscou le régiment faisait partie de l’arrière-garde de Platov et se trouvait l’objet d’attaques de l’ennemi. Le 2 septembre trois escadrons du régiment coupés de l’arrière-garde rejoignirent les troupes du général Wintzingerode, chargé de couper la route de Saint-Pétersbourg. L’escadron du comte Orlov-Denissov resta lui dans l’armée principale et participa aux batailles de Winkowo, Maloyaroslavets, Viazma, Liakhovo et Krasnoï. En décembre 1812 les escadrons du régiment furent regroupés et se trouvaient dans les environs de Wilno.
Lorsque l’empereur Alexandre Ier rejoint l’armée le régiment lui sert d’escorte personnelle et l’accompagne lors de toutes les campagnes et batailles de 1813-1814.
Le 8 mai 1813 pendant la bataille de Bautzen un des escadrons est adjoint aux unités du comte Orlov-Denissov et conduit plusieurs attaques.
Le 4 16 octobre 1813 le régiment s’illustre lors de la bataille de Leipzig, attaquant les cuirassiers français du 1er corps de cavalerie du général La Tour-Maubourg, évitant ainsi à l’empereur Alexandre Ier d’être capturé, et se portant au secours de la cavalerie légère de la garde, attaquée par l’ennemi en formation de marche et ne parvenant pas à se mettre en ordre de bataille. Le régiment reçut pour ses faits d’armes un étendard de Saint-Georges.
Le 13 mars 1814, au cours de la bataille de Fère-Champenoise une sotnia du régiment faisant partie de la division de cavalerie légère de la garde s’enfonça dans les arrières de Mortier et Marmont vers Vaurefroy, forçant les Français à se replier, puis participa à la capture de la cavalerie française vers Lenharrée avant d’attaquer les carrés de Mortier et Marmont sur les hauts de Linthes.
Le 19 mars 1814 le régiment entre à Paris et établit son bivouac sur les Champs-Élysées. Les cosaques du régiment accompagnèrent Napoléon jusqu’à l’île d’Elbe et rendirent les honneurs aux obsèques de l'Impératrice Joséphine..

### 1815—1900

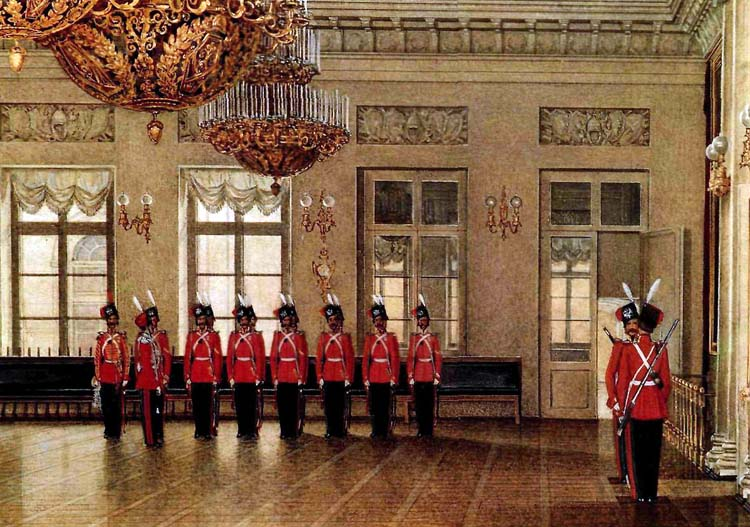
Eduard Hau. Cosaques de la garde en faction au palais d’Hiver, 1866

Lors de l’insurrection décabriste de 1825 le régiment des cosaques de la garde fut le seul à ne pas être impliqué dans la tentative de coup d’État. Pour cette raison l’empereur éprouvait une sympathie particulière pour le régiment et fut le seul souverain inhumé portant l’uniforme des cosaques de la garde.
Le 7 avril 1828 le régiment entra en compagne contre les Ottomans, franchissant le Danube et participant au siège de Varna. Deux escadrons formaient l’escorte de l’empereur Nicolas Ier et se livrèrent un combat acharné avec l’ennemi le 14 juillet. En 1829 le régiment se trouvait sur le Dniestr mais ne rentra à Saint-Pétersbourg que le 8 novembre 1830 en raison d’un épidémie de peste qui s’était déclarée en Bessarabie.
- En 1831 les cosaques de la garde participe à la répression de l’insurrection polonaise.
- Le 8 mars 1832 le régiment est agrandi d’un escadron de Tatars de Crimée (dissous le 10 juin 1863).
- Cette même année l'empereur Nicolas Ier ordonne au régiment de célébrer tous les ans son fait d'armes de Leipzig (1813), tradition perpétuée au XXIe siècle.
- Le 1er juillet 1842 l’escadron de cosaques de la mer Noire devient un groupement de plusieurs  escadrons. Pendant la guerre de Crimée, 1853—1856, il fait partie du corps de la Baltique et occupe un poste d’observation sur la rive méridionale du golfe de Finlande. Le 2 février 1861 ce groupement des cosaques de la mer Noire est dissout et transformé en escorte personnelle de sa majesté impériale.
- Le 14 août 1872 l’empereur Alexandre II adjoint au régiment le titre de sa majesté en l’honneur de sa visite sur le Don.
- Le 14 octobre 1874 est formé le régiment combiné des cosaques de la Garde à partir des premiers groupements d'escadrons du régiment des cosaques de la Garde et du régiment de l’Ataman de la Garde. Il s’engagea le 11 mai 1877 dans la guerre russo-turque. Le 19 juin 1877 les 2es groupements d'escadrons des régiments des cosaques ainsi que de l’Ataman de la Garde formèrent le 2e régiment combiné des cosaques de la Garde qui participa également à la campagne. Les deux groupements d'escadrons furent impliquées dans des combats avec les Turcs et servirent d’escorte au grand-duc Nicolas Nikolaïevitch.
- Le 13 mars 1884 le régiment général des cosaques de la garde fut dissous, les régiments de cosaques de la Garde de Sa Majesté et de l’Ataman de la Garde de S.A.I. le Tsarévitch sont rétablis.

### Première Guerre mondiale et guerre civile

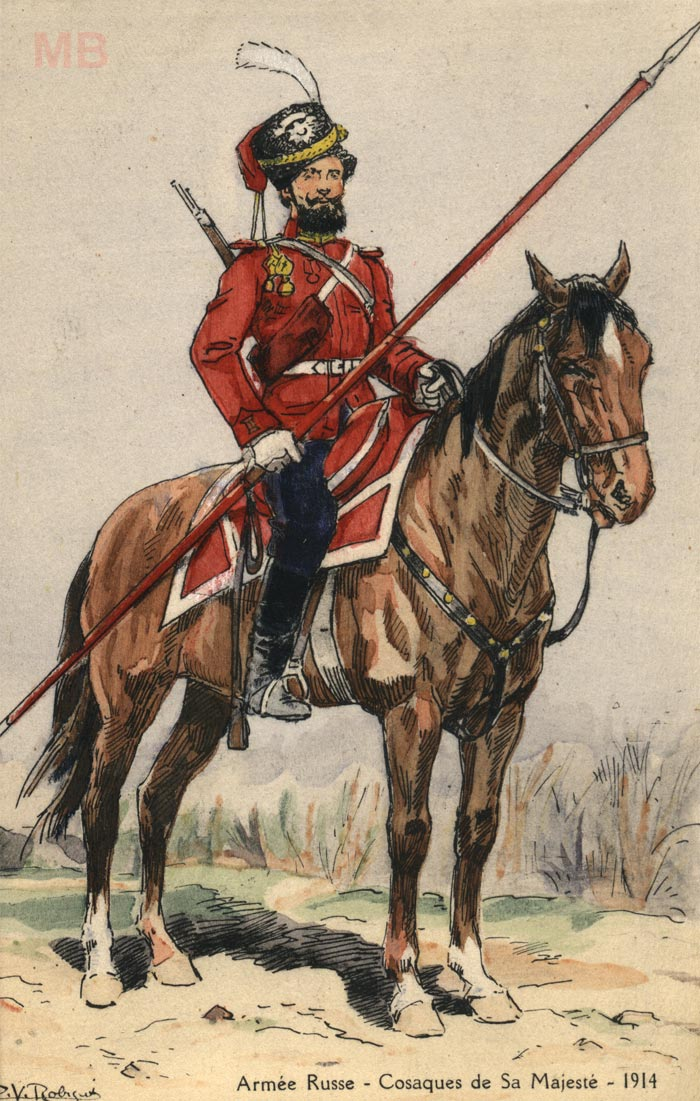
Cosaque de la garde, 1914

- 1914—1918 — participe à la Première Guerre mondiale.
- 4 mars 1917 — renommé en régiment cosaque de la garde (sans référence à sa majesté).
- Mars 1918 — dissolution de facto du régiment.
- 1918 — reformation du régiment dans l’armée du Don (général P.N. Krasnov).
- 1919—1920 — fait partie de l’armée russe du général baron P.N. Wrangel.
- Novembre 1920 — reformé en groupement d'escadron des cosaques de la Garde (sur l'île de Lemnos).
- 1921 — reformé en régiment des cosaques de la garde.
- En 1924 se crée l’union du régiment des Cosaques de la Garde de Sa Majesté, commémorant le souvenir du régiment, conservant son esprit et son patrimoine. Cette association, très vivante au sein des descendants de l'émigration russe, est la seule subsistante des amicales régimentaires de Russes "blancs". Elle est dirigée par un conseil d'administration préside depuis 1989 par Wladimir N. Grekoff.

## Marche régimentaire
La marche régimentaire est la marche nuptiale de Mendelssohn par décision d'Alexandre II, impressionné par la façon dont les cosaques partaient pour le front (« comme à l’autel pour un mariage ») lors de la Guerre russo-turque de 1877-1878.

## Uniforme
Les hommes portaient une tunique courte, écarlate et des pantalons larges bleu foncé sans bande. Le col et les parements sont ornés de pattes de la garde. En lieu de pattes d’épaule des épaulettes jaunes du type des uhlans. Chabraque et coussins de selle rouges rehaussés d'argent.

## Personnalités ayant servi dans le régiment

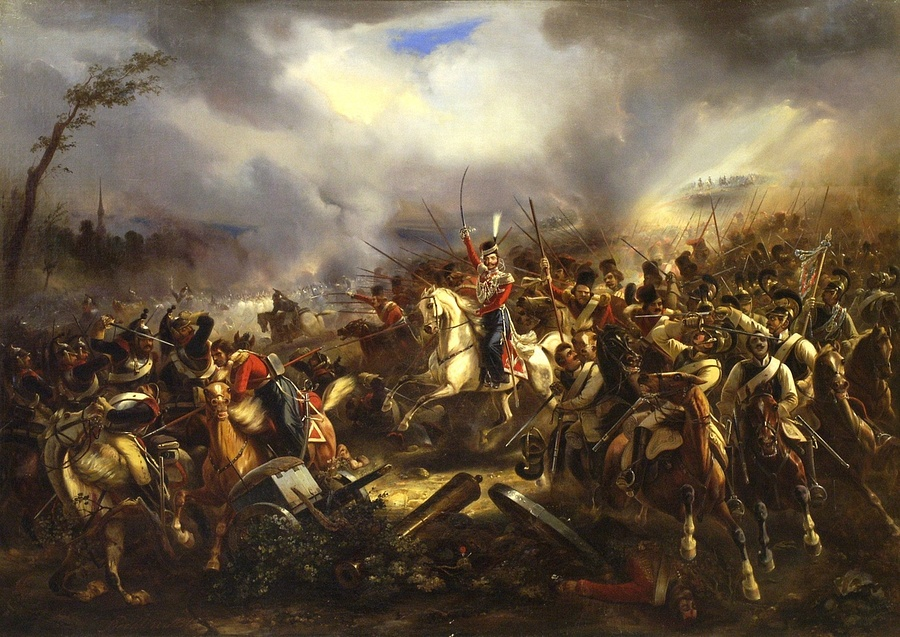
La charge des cosaques de la garde Orlov-Dénissov sur son cheval blanc par Carl Rechlin, musée des cosaques du Don.

- Semen Nikolaïevitch Krasnov, général-major, chef de l’escorte personnelle du général Wrangel
- Pavel Nikolaïevitch Chatilov, général de cavalerie, chef d’état-major de l’Armée russe (du général Wrangel)
- Mikhaïl Gavrilovitch Kazbek, général russe durant la guerre du Caucase.
- Mikhaïl Nikolaïevitch Grabbe (1868-1942), ataman du Don.
- Comte Vassyliy Orlov-Dénissov (1775-1843).

## Musée régimentaire

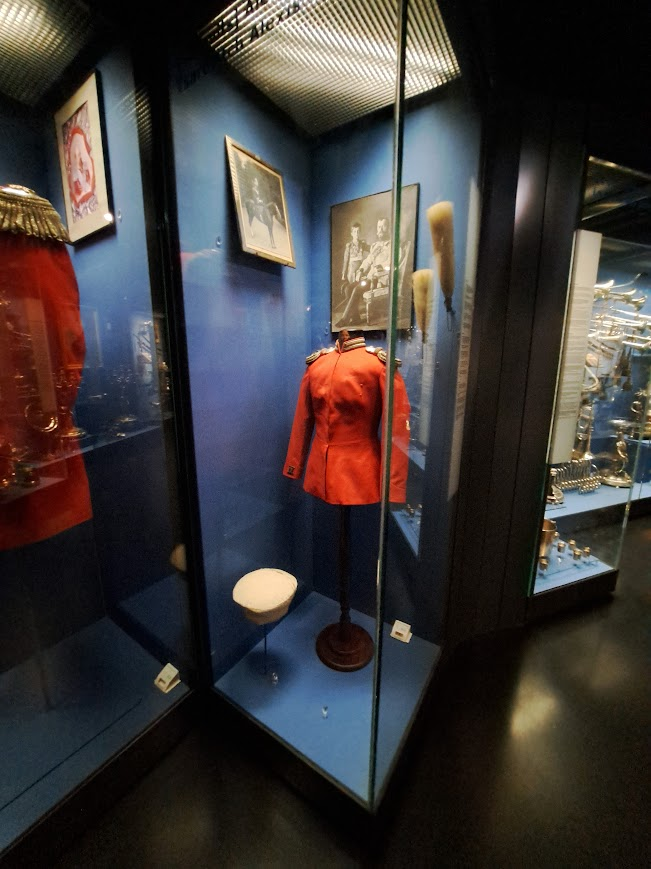
Veste d'uniforme du régiment de cosaques de la garde impériale porté par le Tsarévitch Alexeï au musée royal de l'armée à Bruxelles, février 2024.

Le musée privé du régiment, annexe du mess des officiers, fut évacué de Petrograd en 1917 par le général A.M. Grekov et se trouve depuis 1929 à Courbevoie. Une partie de ce patrimoine est exposée à Bruxelles, au musée royal de l'Armée et d'Histoire militaire. Après remise en ordre et réorganisation à la fin des années 2010, le conservateur de ces collections est A. de Tiesenhausen.